# Saint-Léger-du-Gennetey
Saint-Léger-du-Gennetey település Franciaországban, Eure megyében. Lakosainak száma 170 fő (2022. január 1.). Saint-Léger-du-Gennetey Thénouville, Voiscreville, Boissey-le-Châtel, Bonneville-Aptot és Écaquelon községekkel határos.

## Népesség
A település népessége az elmúlt években az alábbi módon változott:
| Lakosok száma | 96   | 88   | 89   | 148  | 185  | 187  | 182  | 179  | 177  | 170  |
|               | 1968 | 1982 | 1990 | 2006 | 2013 | 2015 | 2017 | 2019 | 2020 | 2022 |